# Vodní park Čabárna

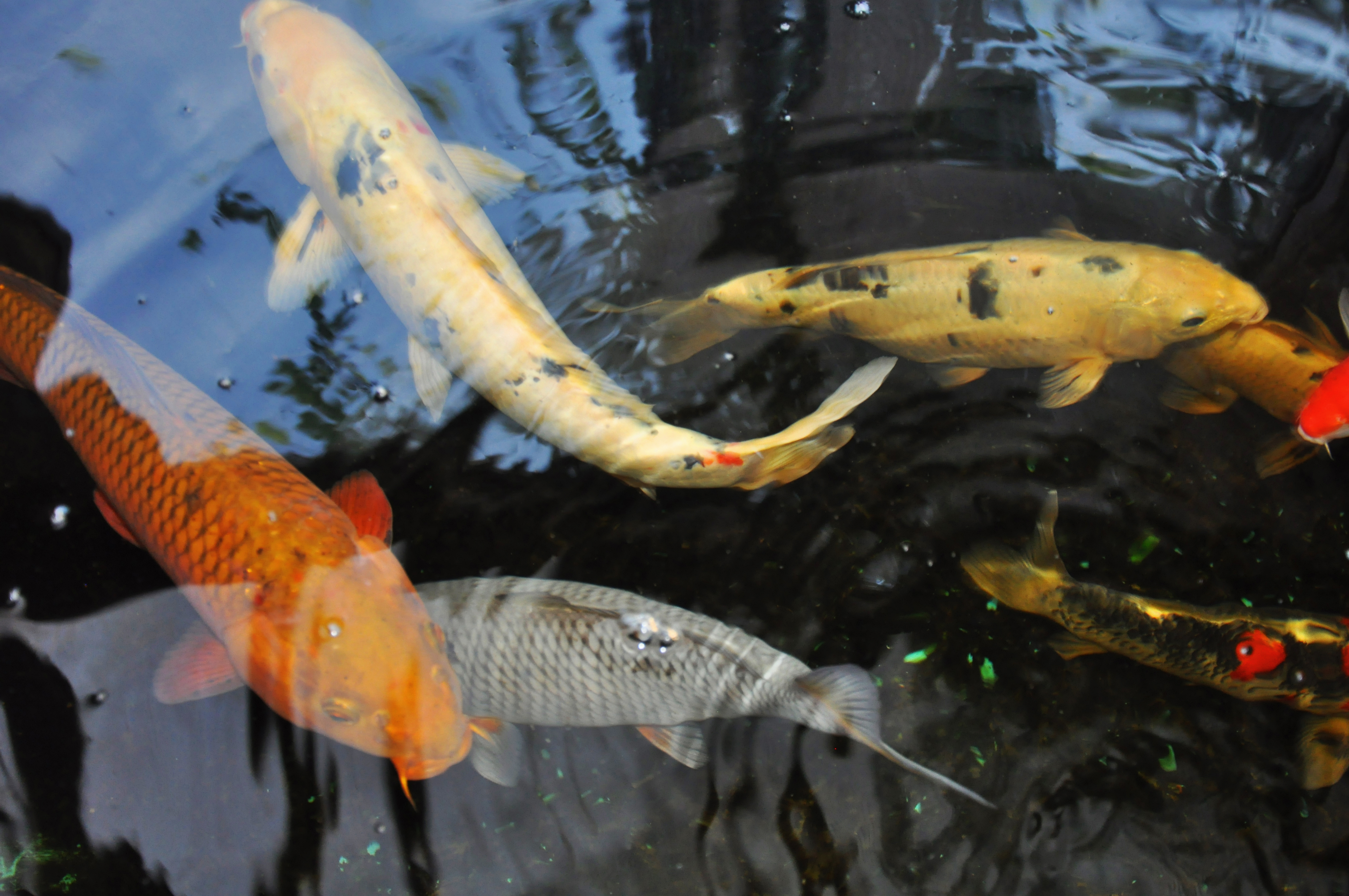
Vodní park Čabárna Lážnovský - Okrasné ryby - japonští Koi kapři, jeseteři, karasi. Okrasné vodní rostliny, království leknínů

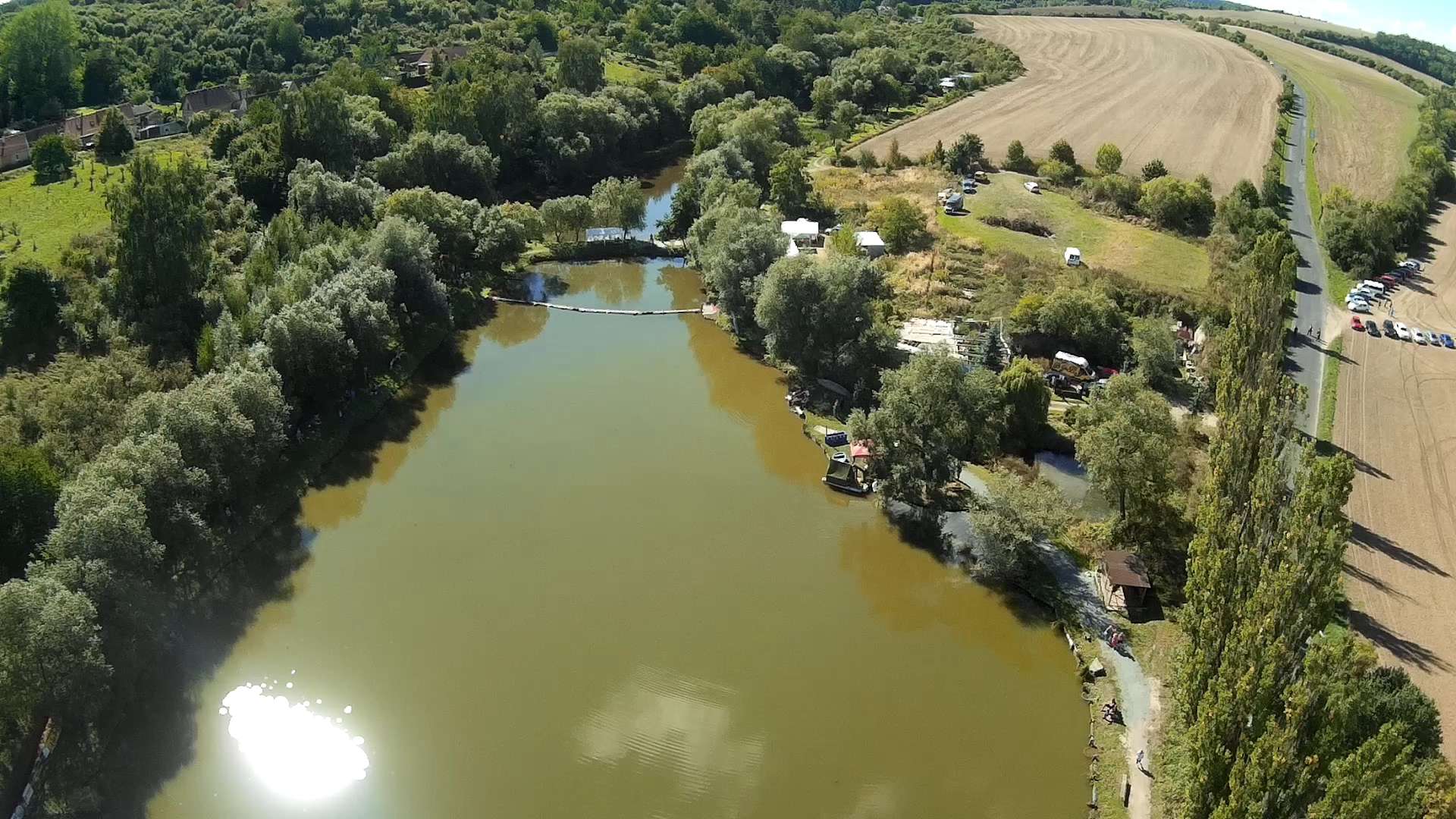
Vodní park Čabárna Lážnovský

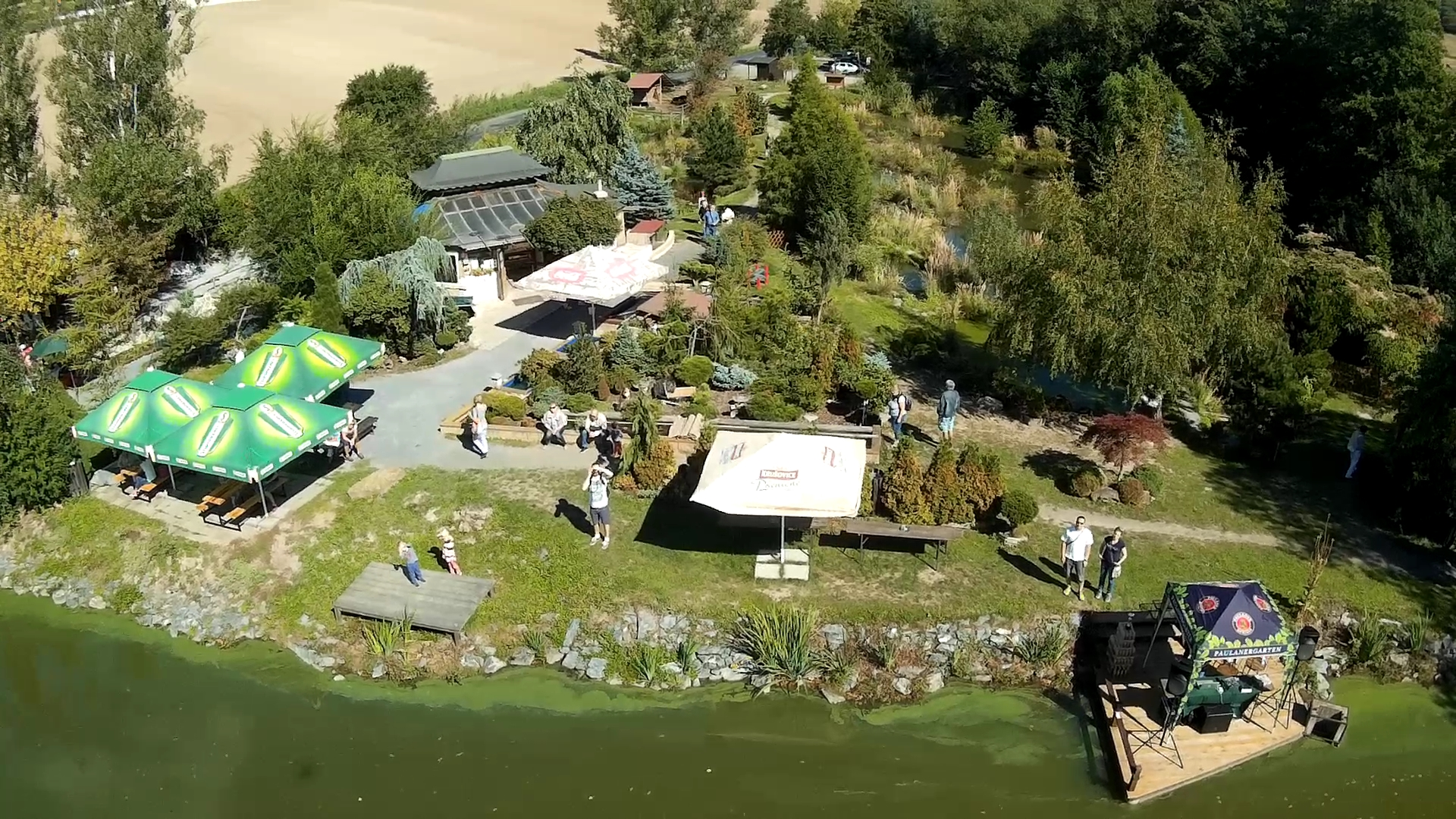
Vodní park Čabárna Lážnovský - Ekosystém na Týneckém potoce, naučná stezka, minizoo, sportovní rybolov, okrasné ryby a rostliny, kemping, kulturní akce pro veřejnost

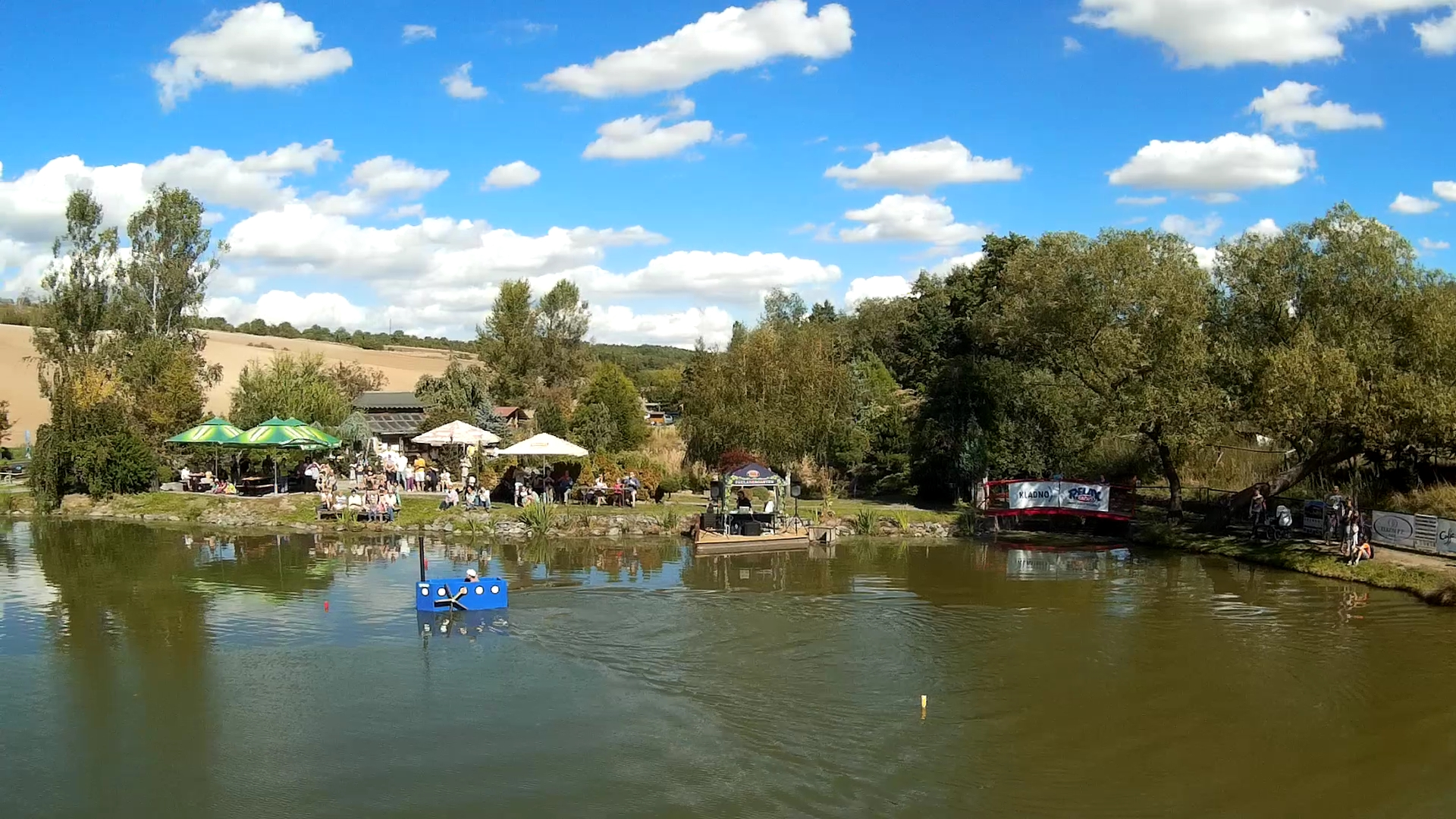
Čabárna - kulturní akce pro veřejnost - Neckyáda 2015

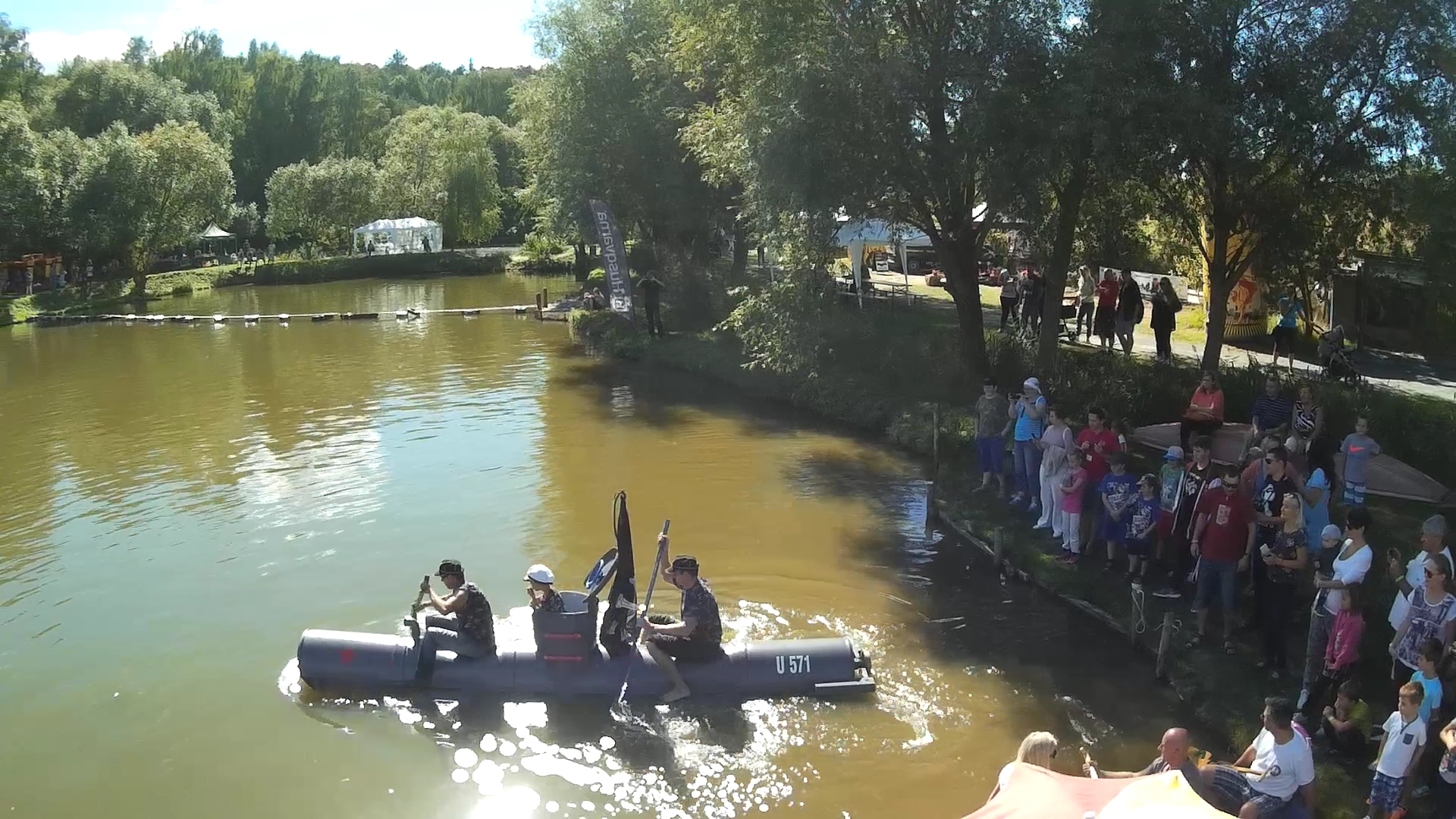
Kulturní a sportovní akce pro veřejnost, neckyády, rybářské závody, exhibice modelů letadel a lodiček aj.

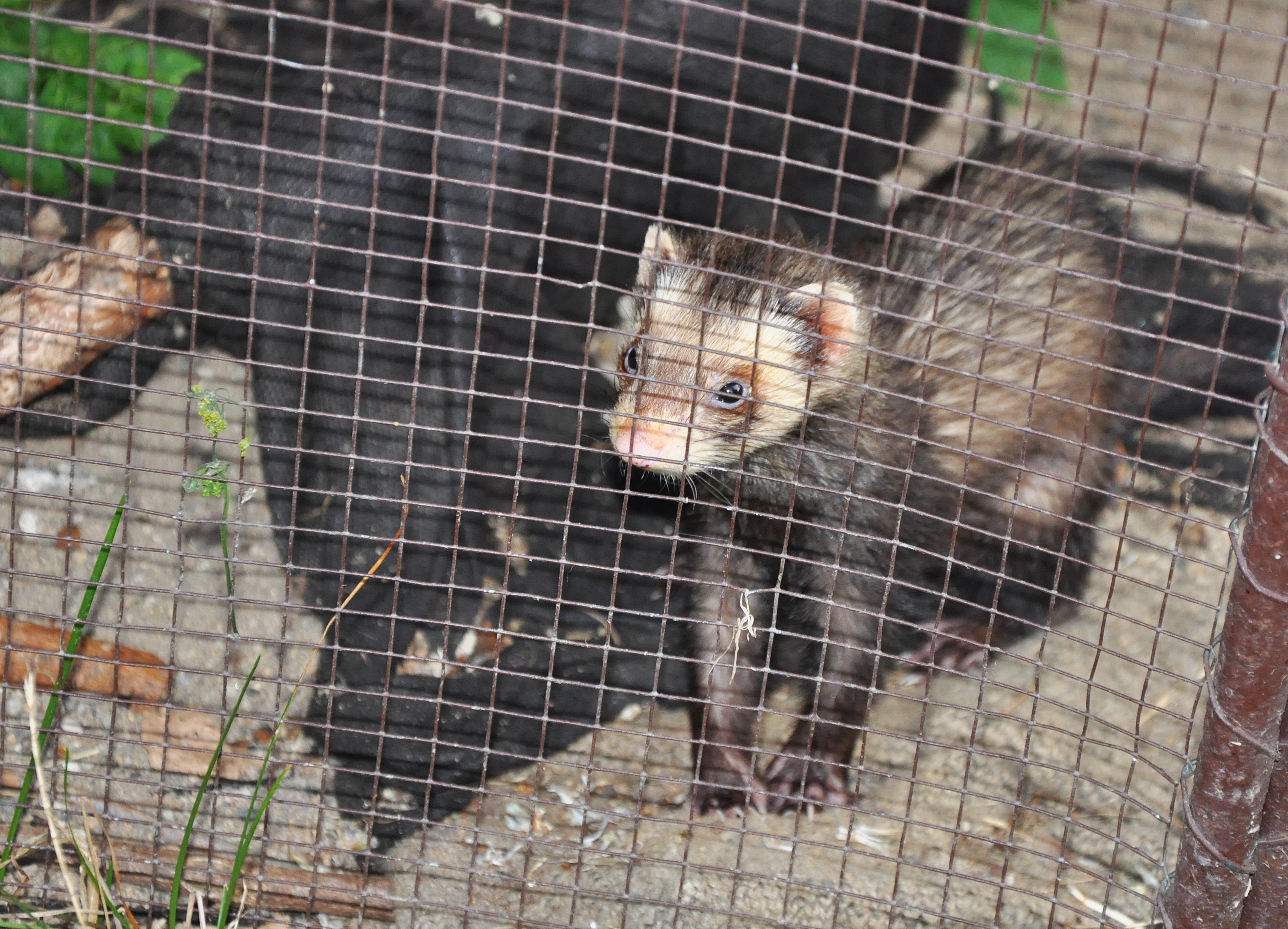
Minizoo na Čabárně - Chov koz, mývala, nutrií, černých labutí, lišky, fretky, zakrslých králíčků, želv, ryb chovných i okrasných, zejména japonských Koi kaprů

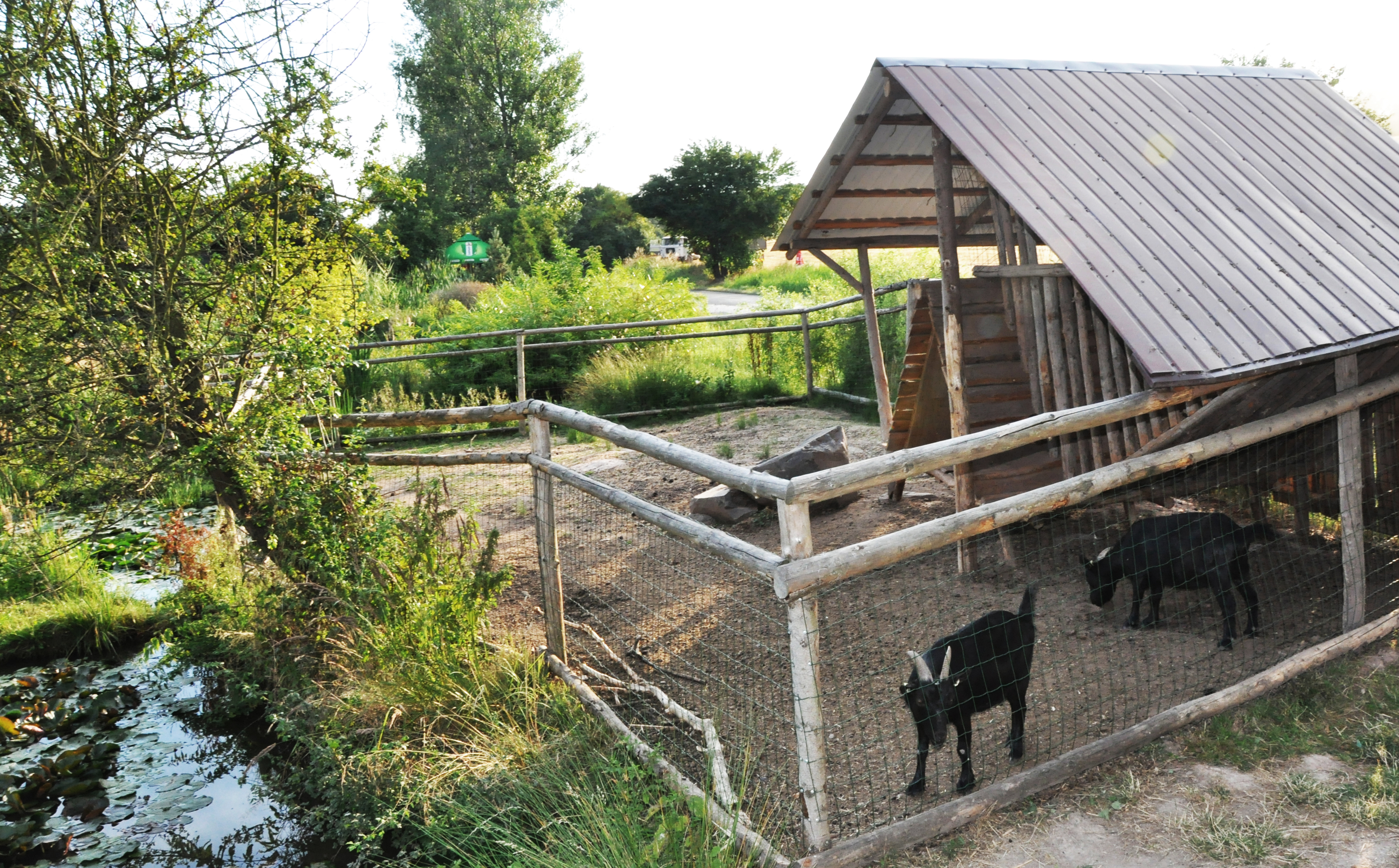
Chov koz, mývala, nutrií, černých labutí, lišky, fretky, zakrslých králíčků, želv, ryb chovných i okrasných, zejména japonských Koi kaprů

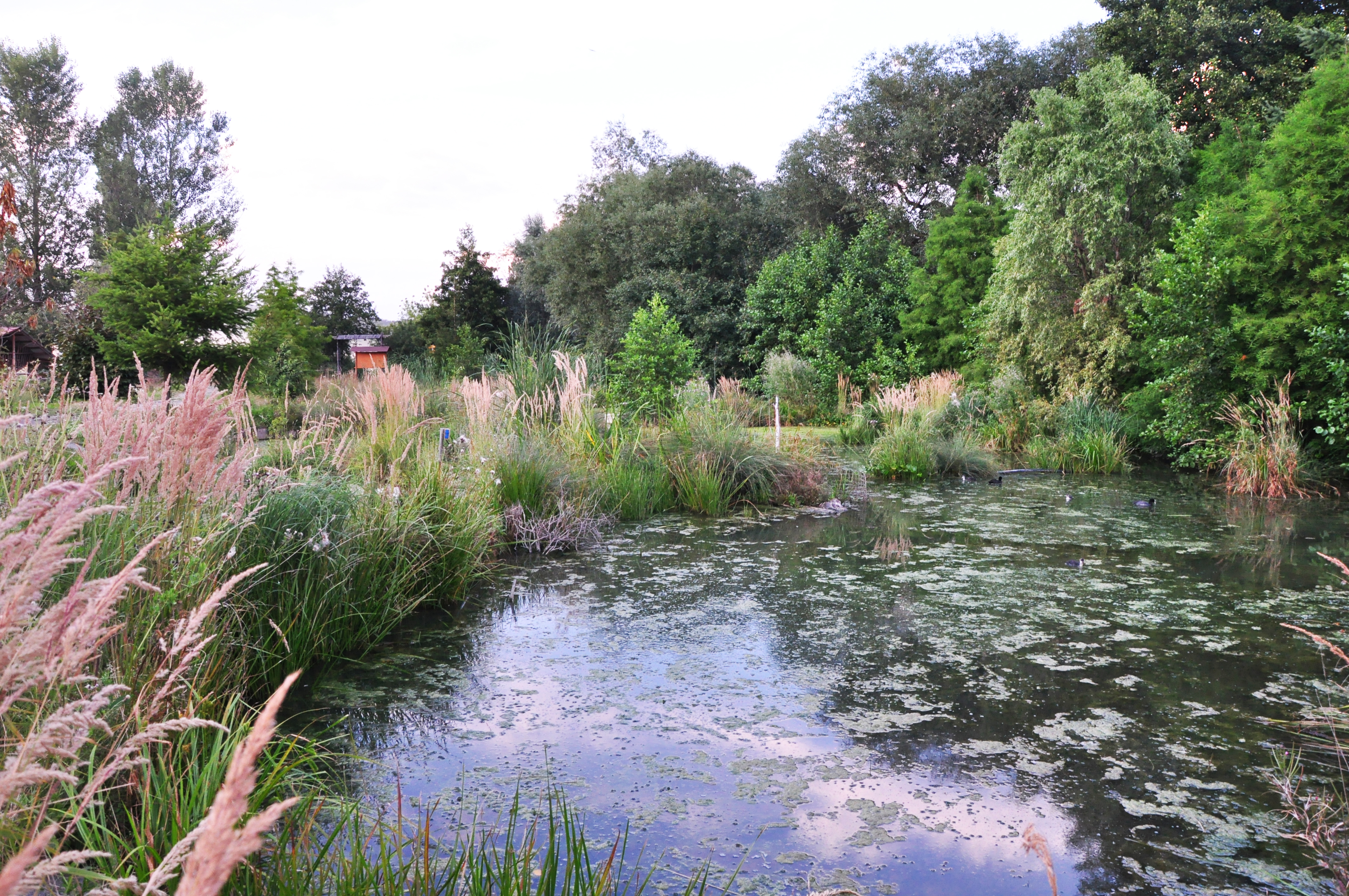
Vodní park Čabárna Lážnovský - přírodní ekosystém na Týneckém potoce

Přírodní vodní park Čabárna leží v těsné blízkosti Kladna, mezi Švermovem a Brandýskem a má rozlohu 3,5 ha. Jedná se o soustavu rybníků, která tvoří přírodní ekosystém na Týneckém potoce. V roce 1998 byl park prohlášen za významný krajinný prvek České republiky.

## Popis
Tento ekosystém pracuje na principu přírodní usazovací a kořenové čistírny, která přečišťuje vodu jdoucí z Týneckého potoka do soustavy jednoho hlavního rybníka a 5 dalších rybníčků. Tato biologicky pročištěná voda má poměrně dobrou kvalitu, o čemž svědčí i bohaté rostlinné a živočišné společenství. Vodní park se stal domovem pro mnohé druhy chráněných vodních živočichů, jako jsou: ropucha, skokan skřehotavý, čolek obecný, užovka obojková, slepýš křehký, ledňáček říční, významný je zde i výskyt netopýrů. Žijí tu také vzácné černé labutě, kterých je jen několik párů v celém Česku. Další četnou faunu tvoří vodní ptáci, stříbrné nutrie, mýval, zakrslí králíci, liška obecná a další.
Daří se zde i flóře. Od roku 1999 je zde úspěšně vysazena kriticky ohrožená rdestice hustolistá (Groenlandia densa), která roste mimo Čabárnu již pouze v jediné lokalitě Česka a to v chráněném území – Národní přírodní památce Rybníčku u Hořan. Mezi další vodní rostliny, které se v Čabárně vyskytují patří např. lekníny, od původních bílých až po nejnovější kultivary rudých a plnokvětých studenovodních, či tropických, včetně trpasličích, jejichž květy dosahují průměru pouze několika málo centimetrů.
Vodní park Čabárna lemuje bezbariérová naučná stezka v délce jednoho kilometru, jež je mimo jiné užívána pro výuku mateřských, základních a středních škol. Převýšení hladin nejvyššího a spodního velkého rybníka je 80 cm. Pozemek vodního parku Čabárna je dlouhý 0,5 km a široký 60 m. Z jedné strany je lemován silnicí a z druhé je obklopen strání. Čabárna leží nedaleko turistické stezky a je přímou součástí stezky cyklistické o celkové délce 35 km.
V těsném sousedství se nachází i záchranná stanice občanského sdružení AVES. Stanice zajišťuje ochranu a pomoc zraněným a handicapovaným živočichům. Uzdravení jedinci jsou vraceni zpět do přírody.

## Historie

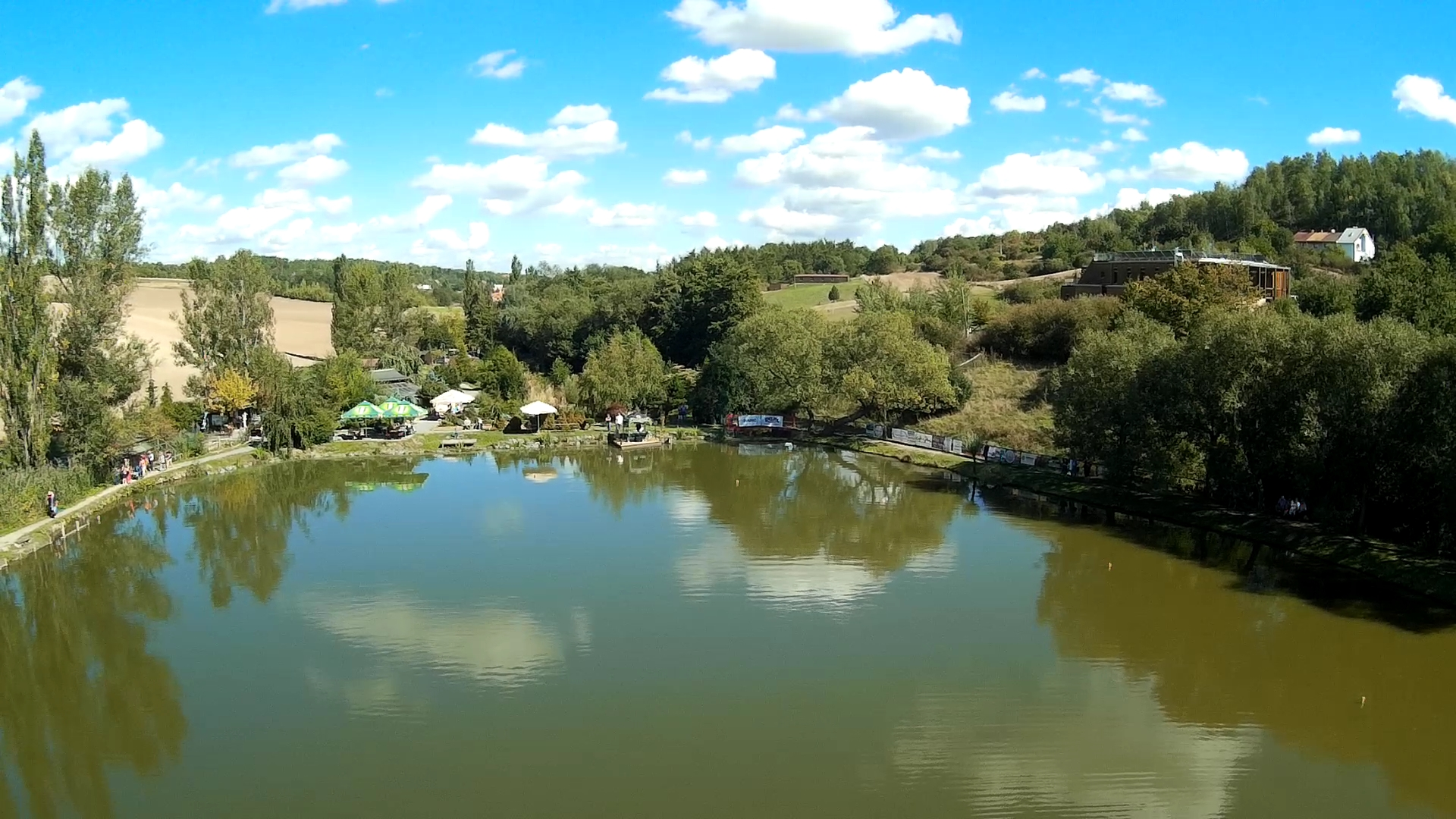
Vodní park Čabárna Lážnovský

Vodní park si nese své jméno díky nedaleké osadě Čabárna. Jeho současnou podobu mu vtiskl Vladimír Lážnovský st., který ho v první polovině devadesátých let koupil jako tři a půl hektaru mokřadu zdegradovaného zazemněním a znečištěním. Park funguje od roku 1997, ale oficiálně byl otevřen v roce 2000. Při ekologické havárii v roce 1998 došlo ke kontaminaci vody, při níž Čabárna utrpěla fatální škody. Do projektu vstoupilo i Ministerstvo životního prostředí, které vynaložilo prostředky na revitalizaci tohoto zničeného mokřadu. Hlavním smyslem provedené revitalizace byla obnova těžce narušeného území, zvýšení samočisticí schopnosti vodního toku a podpora vzniku nejpestřejšího společenstva původních druhů rostlin a živočichů. V současnosti se stal provozovatelem vodního parku Vladimír Lážnovský ml.